# Blæsten
Blæsten er en børnefilm med ukendt instruktør.